# Ion Ghica
Ion Ghica (ur. 12 sierpnia 1816 w Bukareszcie, zm. 7 maja 1897 w Ghergani w okręgu Dymbowica) – rumuński rewolucjonista, polityk i dyplomata, trzykrotnie premier Rumunii (w roku 1866, w latach 1866–1867 i 1870–1871). Był również członkiem Akademii Rumuńskiej i jej czterokrotnym przewodniczącym (1876–1882, 1884–1887, 1890–1893 i 1894–1895).

## Wczesne lata i rewolucja
Urodził się w prominentnej bojarskiej rodzinie o arumuńskich korzeniach. Był bratankiem Grzegorza Aleksandra Ghiki (który został hospodarem Wołoszczyzny w latach 40. i 50. XIX wieku). Ion Ghica edukował się w Bukareszcie i w Zachodniej Europie, studiując inżynierię i matematykę we Francji od 1837 do 1840.
Po ukończeniu studiów w Paryżu powrócił do Mołdawii i był zamieszany w nieudany spisek stowarzyszenia Frăția („Bractwo”) w 1848, mający na celu zjednoczenie Wołoszczyzny i Mołdawii pod berłem rumuńskiego władcy, księcia Michała Sturdzy. Ion Ghica został wykładowcą matematyki na Akademii założonej przez Sturdzę w Jassach (później przekształciła się ona w Uniwersytet w Jassach).
Ghica przyłączył się do obozu rewolucji wołoskiej, a później w imieniu prowizorycznego rządu ustanowionego w Bukareszcie udał się do Stambułu na spotkanie z władzami Imperium Osmańskiego. Ghica, Nicolae Bălcescu i generał Gheorghe Magheru brali także udział w mediacjach pomiędzy siedmiogrodzkim przywódcą Avramem Iancu i węgierskim rządem rewolucyjnym Lajosa Kossutha.

## Na Samos i w Rumunii
Przebywając w Stambule, Ghica został mianowany bejem Samos. Sprawował tę funkcję w latach 1854–1859 podczas których dał się poznać jako znakomity przywódca. Za sukces poczytywał sobie m.in. wytrzebienie lokalnych piratów. Został uhonorowany tytułem księcia Samos przez sułtana Abdülmecida I w 1856.
W 1859, po utworzeniu unii Mołdawii i Wołoszczyzny, książę Aleksander Jan Cuza nakłonił Ghicę do powrotu. Później (w 1866 roku), pomimo zaufania Cuzy, Ghica wziął aktywny udział w pracach tajnej grupy dążącej do obalenia księcia. Ghica został pierwszym premierem pod rządami Karola I.
Ghica uważany jest także za jedną z pierwszych prominentnych figur na scenie politycznej Rumunii o orientacji liberalnej. Był jednym z pierwszych liderów Partii Liberalnej. Kiedy Karol I zwrócił się ku konserwatystom; Ghica przyłączył się do ruchu antymonarchistycznego. Jednak liberałowie około roku 1876 uspokoili swe antydynastyczne zapędy, kiedy to funkcję szefa rządu przez wyjątkowo długi czas pełnił Ion Brătianu. W 1881 roku Ghica został ambasadorem w Londynie i funkcję tę sprawował do 1889 roku.

## Prace
Poza uznaniem za działalność polityczną Ghica zyskał także znaczącą pozycję w rumuńskiej literaturze. Rozgłos przyniosły mu jego „Listy”, adresowane do Vasile Alecsandriego, długoletniego przyjaciela. Pisane w Londynie, stały się one opisem odchodzącego w niepamięć tradycyjnego społeczeństwa rumuńskiego.
Był również autorem „Amintiri din pribegie” („Wspomnienia z wygnania”) z 1848 roku oraz „Convorbiri Economice” („Rozmowy o ekonomii”); w tym drugim dziele zajął się głównymi zagadnieniami ekonomicznymi. Opowiadał się za propagowaniem lokalnych inicjatyw zamiast zagranicznych inwestycji w przemysł i handel – zostało to rozwinięte w formę protekcjonizmu (charakterystycznego dla rumuńskiej Partii Liberalnej aż do wybuchu II wojny światowej).